# پوزیدون رکس
پوزیدون رکس (به انگلیسی: Poseidon Rex) یک فیلم ترسناک آمریکایی محصول سال ۲۰۱۳ به کارگردانی مارک ال. لستر است. این فیلم در تاریخ ۲۲ سپتامبر ۲۰۱۳ منتشر شد.

## داستان
در یک جزیره کوچک در سواحل بلیز هیولایی باستانی که در زیر آب‌های این سواحل خفته‌است به‌طور اتفاقی وقتی غواصان به عمق آب می‌روند هیولا بیدار می‌شود و …